# جيمس توماس (عازف الأرغن)
جيمس توماس (بالإنجليزية: James Thomas)‏ هو عازف الأرغن بريطاني، ولد في 1963 في بانبوري في المملكة المتحدة.